# Bente Landheim
Bente Losgård Landheim (* 25. Mai 1990) ist eine norwegische Biathletin.
Bente Landheim von Tynset IF bestritt ihre ersten internationalen Rennen seit 2007 im IBU-Cup der Juniorinnen. Höhepunkt ihrer ersten Saison wurden die Juniorenweltmeisterschaften 2008 in Ruhpolding, bei denen die Norwegerin 34. des Einzels, 24. des Sprints und 23. des Verfolgungsrennens wurde. Die schlechten Ergebnisse resultierten aus schlechten Schießleistungen, im Langlauf gehörte sie zu den schnellsten Läuferinnen der WM. Zur Saison 2008/09 wechselte sie in den IBU-Cup der Frauen. Dort bestritt sie in Idre ihr erstes Sprintrennen und gewann als 24. sogleich erste Punkte. Nachdem sie in der Saison darauf nicht im IBU-Cup eingesetzt worden war, feierte sie in der Saison 2010/11 ein starkes Comeback. Zum Auftakt der Saison in Beitostølen wurde Landheim Zweite eines Sprintrennens und musste sich nur der Russin Anastassija Kalina geschlagen geben. Zum Finale der Saison 2010/11 debütierte Landheim im Biathlon-Weltcup und wurde bei ihrem ersten Sprint am Holmenkollen in Oslo 55. eines Sprints. Bei den Biathlon-Juniorenweltmeisterschaften 2011 in Nové Město na Moravě lief sie auf die Ränge zehn im Einzel, neun im Sprint und sechs in der Verfolgung, bei den Juniorenrennen im Rahmen der Biathlon-Europameisterschaften 2011 in Ridnaun auf 15 im Einzel, 20 im Sprint und 14 in der Verfolgung. Für das Staffelrennen wurde sie in die Frauenmannschaft berufen und erreichte an der Seite von Tiril Eckhoff, Ane Skrove Nossum und Birgitte Røksund als Schlussläuferin Rang neun. In der Saison 2011/12 kam Landheim regelmäßig in Weltcup zum Einsatz. In Hochfilzen gewann sie als 27. des Verfolgungsrennens erstmals Weltcuppunkte, in einem Verfolger in Nové Město verbesserte sie ihr bestes Resultat auf Platz 25.
National gewann Landheim bei den Norwegischen Meisterschaften 2009 in Lillehammer mit Berit Aasen und Tora Berger als Vertretung der Region Nord-Østerdal  die Silbermedaille im Staffelrennen. Schon als Juniorin feierte sie hier mehrfach Erfolge. Daneben gewann sie auch drei Junioren-Titel im Skilanglauf, einen davon sogar in der Klassischen Technik. Sporadisch nimmt sie auch an unterklassigen internationalen Skilanglaufrennen teil.

## Biathlon-Weltcup-Platzierungen
Die Tabelle zeigt alle Platzierungen (je nach Austragungsjahr einschließlich Olympische Spiele und Weltmeisterschaften).
- 1.–3. Platz: Anzahl der Podiumsplatzierungen
- Top 10: Anzahl der Platzierungen unter den ersten zehn (einschließlich Podium)
- Punkteränge: Anzahl der Platzierungen innerhalb der Punkteränge (einschließlich Podium und Top 10)
- Starts: Anzahl gelaufener Rennen in der jeweiligen Disziplin
- Staffel: inklusive Mixed- und Single-Mixed-Staffeln

| Platzierung         | Einzel | Sprint | Verfolgung | Massenstart | Staffel | Gesamt |
| ------------------- | ------ | ------ | ---------- | ----------- | ------- | ------ |
| 1. Platz            |        |        |            |             |         |        |
| 2. Platz            |        |        |            |             |         |        |
| 3. Platz            |        |        |            |             |         |        |
| Top 10              |        |        |            |             | 2       | 2      |
| Punkteränge         |        | 4      | 6          |             | 3       | 13     |
| Starts              | 3      | 25     | 13         |             | 3       | 44     |
| Stand: Karriereende |        |        |            |             |         |        |